# Береговая улица (Озерки)
Берегова́я улица — улица в Выборгском районе Санкт-Петербурга, в историческом районе Озерки. Проходит от стыка Онежского проезда и Эриванской улицы до Павского переулка, в который переходит восточнее Верхнего Суздальского озера.

## История
Название улицы известно с рубежа XIX—XX веков. Связано оно с тем, что улица проходит по северному берегу Верхнего Суздальского озера.

## Пересечения
С запада на восток Береговую улицу пересекают следующие улицы:
- Онежский проезд и Эриванская улица — Береговая улица примыкает к их стыку;
- Павский переулок — Береговая улица переходит в него.

## Транспорт
Ближайшая к Береговой улице станция метро — «Озерки» 2-й (Московско-Петроградской) линии (около 650 м по прямой от конца улицы).
Движение наземного общественного транспорта по улице отсутствует.
Ближайшая к Береговой улице железнодорожная платформа — Озерки (около 330 м по прямой от начала улицы). У Верхнего Суздальского озера между Эриванской и Береговой улицами расположен сквер.

## Примечательные здания и сооружения

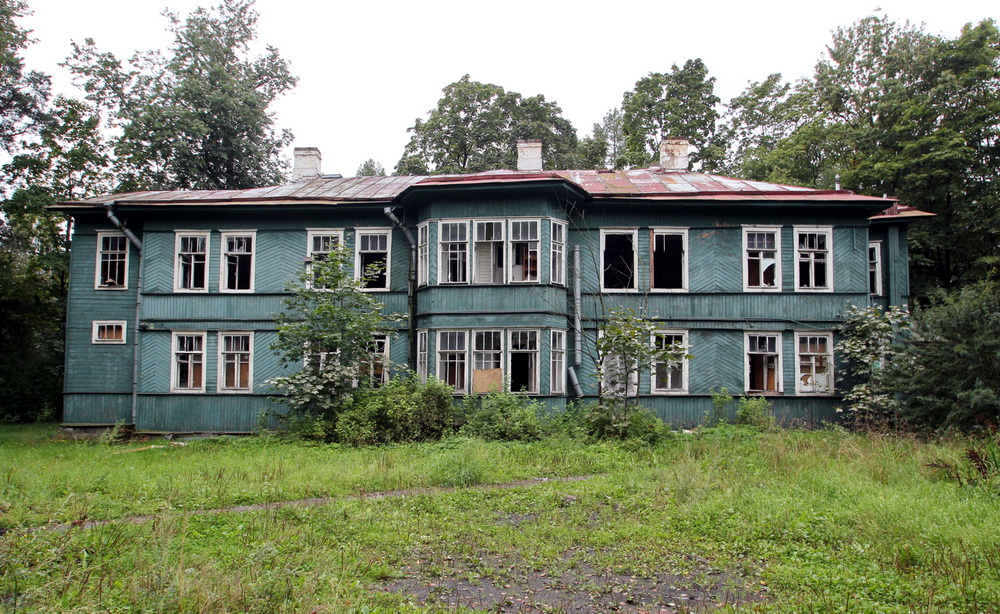
Дача при саде «Озерки» (Береговая ул., 4, литера Б), 2016 год

- Дом 4, литера А — двухэтажная деревянная дача в швейцарском стиле (1877—1879) Здание представляло собой деревянный дом, богато украшенный резьбой. В советское время в нем находился детский сад. В 2013 году зданию присвоили статус объекта культурного наследия регионального значения[4] и передали в ведение Санкт-Петербургского гуманитарного университета профсоюзов. В 2016-м учреждение незаконно снесло дачу[5], после иска КГИОП Выборгский районный потребовал от вуза восстановить здание[6][7]. В начале февраля 2021 года было опубликовано охранное обязательство, согласно которому ВУЗ должен в течение 24 месяцев полностью восстановить дачу[8][9], однако по состоянию на начало 2024 года работы начаты не были[10].
- По адресу Береговая, 4, литера Б находилось ещё одно деревянное здание с эркером. Это бывший детский сад советской (по данным Росреестра — дореволюционной) постройки[11]. Сгорело в 2017 году[12].